# Judith Klinman
Judith P. Klinman (nacida el 7 de abril de 1941) es una química estadounidense conocida por su trabajo en catálisis enzimática. 

## Carrera
Obtuvo su AB de la Universidad de Pensilvania en 1962 y Ph.D de la misma universidad en 1966. En 1978 fue la primera miembro de la facultad femenina en ciencias físicas en la Universidad de California, Berkeley.
Su grupo descubrió que la tunelización nuclear a temperatura ambiente ocurre entre varias reacciones enzimáticas y aclaró la dinámica del proceso de tunelización a través del análisis de datos. También han descubierto las quino-enzimas.

## Honores y premios
- 1988 Guggenheim Fellowship[4]
- 1992 y 2003-4 Profesor Miller, UC Berkeley.[5]

- 1993 elegida de la Academia Americana de Artes y Ciencias[6]

- 1994 elegida de la Academia Nacional de Ciencias[7]
- 1994 Premio Repligen de Química de Procesos Biológicos.[8]
- 1995 Alexander M. Cruickshank profesor[9]
- 2000 Ph.D. honoraria de la Universidad de Uppsala, Suecia.[10]
- 2001 elegida de la Sociedad Filosófica Americana[11]
- 2003 David S. Sigman Lectureship Award de UCLA.[12]

- Premio Remsen 2005[13]
- 2006 Ph.D. honorario de la Universidad de Pensilvania[14]

- 2007 elegida para la Asociación Americana para el Avance de la Ciencia[15]
- Premio Merck 2007 de la Sociedad Americana de Bioquímica y Biología Molecular[16]
- 2012 AI Scott Medal a la excelencia en investigación de química biológica.[17]
- 2014 medalla nacional de la ciencia.[18][19]
- Premio Mildred Cohn 2015 en Química Biológica de la Sociedad Americana de Bioquímica y Biología Molecular .[20]
- Premio Willard Gibbs 2017 de la Sección de Chicago de la American Chemical Society[21]